# Comuna Bronnîkî
Bronnîkî (în ucraineană Бронники) este o comună în raionul Rivne, regiunea Rivne, Ucraina, formată din satele Bilivski Hutorî, Bronnîkî (reședința) și Rohaciv.

## Demografie
Componența lingvistică a comunei Bronnîkî
     Ucraineană (98,59%)
     Rusă (1,04%)
     Alte limbi (0,14%)
Conform recensământului din 2001, majoritatea populației comunei Bronnîkî era vorbitoare de ucraineană (98,59%), existând în minoritate și vorbitori de rusă (1,04%).